# Кремона
Кремо́на (итал. Cremona, ломб. Cremùna, лат. Cremona) — город в итальянской области Ломбардия, административный центр одноимённой провинции.
Кремона — город с населением 72,2 тыс., находится у левого берега реки По, являясь связующим звеном между долиной По и городами Пьяченца, Мантуя, Брешиа и Милан. Покровителем города считается св. Гомобон. Праздник города 13 ноября.
Архитектура Кремоны уникальна: средневековая Piazza del Comune, баптистерий XII века, романо-готический кафедральный собор со 112-метровой кампанилой.
В городе родился выдающийся итальянский композитор Клаудио Монтеверди. Славу Кремоне принесли также скрипичные мастера Амати, Страдивари, мастера рода Гварнери, Бергонци.
В Кремоне работают более ста скрипичных мастеров и их продукция высоко ценится у профессионалов. В 1937 году, в год двухсотлетия со дня смерти Страдивари, в городе была основана школа изготовления скрипок, ныне всемирно известная. В ней обучаются 500 учеников со всего мира.

## История
Название города предположительно восходит к долатинскому, возможно, этрусскому carra, или carm, т. е. «скала». На языке поселившихся здесь в VI веке германцев-лангобардов crem означало «холм». В начале XIII века местный епископ Сикард Кремонский писал в своей хронике, что город основал троянец Бримоний, но со временем название изменилось и вместо Бримонии превратилось в Кремону.
Первоначально на месте современной Кремоны находилось этрусское поселение, позже завоёванное кельтским племенем ценоманов. Город был основан римлянами примерно в 217 году до н. э. в качестве передовой крепости для отражения атак заальпийских народов, первоначально представлял собой укреплённый пункт и муниципий. После Второй Пунической войны Кремона разрослась и стала процветать. В год четырёх императоров (68—69 годы) город был практически полностью сожжён силами Марка Антония Прима. При Веспасиане началось восстановление Кремоны.
В VII веке город был завоёван и разрушен лангобардами, вскоре после чего был заселён несколькими лангобардскими фарами. Постепенно город восстановил своё хозяйственное значение, находясь в управлении лангобардских герцогов. В годы лангобардского правления начала возрождаться торговля, связанная с портом Комаччо и речным судоходством по реке По.
После завоевания Северной Италии Карлом Великим в Кремоне постепенно устанавливалась власть епископа: диплом от 781 года даровал иммунитет и ряд прав и привилегий епископской церкви Кремоны. Получая ряд важных привилегий, в том числе на строительство укреплений, епископская власть постепенно устанавливала контроль над округой города. Позже, начиная с XI века, епископ носил титул графа: первым графом Кремоны стал епископ Убальд (1031—1066), который получил этот титул от своего покровителя, императора Конрада II. Центральными органами управления были курия и канцелярия епископа. Власть епископа в XI веке, впрочем, была сильно ослаблена внутренним протестным движением среди местного клира, проявлявшимся в движении «патариев», а также скрытыми противоречиями с римской курией. Большое значение имело правление епископа Сикарда из Казаласко (1185—1215), выходца из известной кремонской семьи и автора хроники Кремоны.

## Экономика
Экономика Кремоны глубоко связана с сельскохозяйственной продукцией. В частности, пищевая промышленность включает производство солёного мяса, сластей (туррон), растительного масла, сыра и итальянской горчицы. Тяжёлая промышленность включает производство стали, нефтепереработку. Есть одна электростанция. Является важным портом для транспортировки грузов по реке По.

## Культура
Кремона является родиной многих струнных музыкальных инструментов.

## Известные персоналии
- Клаудио Монтеверди — композитор.
- Костанцо Порта — композитор, монах-францисканец.
- Джованни Бельтрами — резчик по камню.
- Николо Амати — мастер изготовления струнных инструментов.
- Антонио Страдивари — мастер изготовления струнных инструментов.
- Андреа Гварнери и его внук Джузеппе Гварнери (дель Джезу) из семейства Гварнери — мастера изготовления смычковых инструментов.
- Софонисба Ангвиссола - художница, эпохи Ренессанса
- Карло Бергонци, родоначальник семейства мастеров Бергонци, — мастер смычковых инструментов, ученик П. Гварнери (сына А. Гварнери) и Антонио Страдивари, в течение многих лет работавший в мастерской А. Страдивари, восприняв стиль и характер его работы, ставший преемником А. Страдивари (наряду с Дж. Гварнери (дель Джезу)). Звук скрипок Бергонци напоминает звук скрипок Страдивари, уступая ему несколько по благородству и богатству тембра.
- Донато Крети (1671-1749), итальянский живописец.[2] Донато Крети

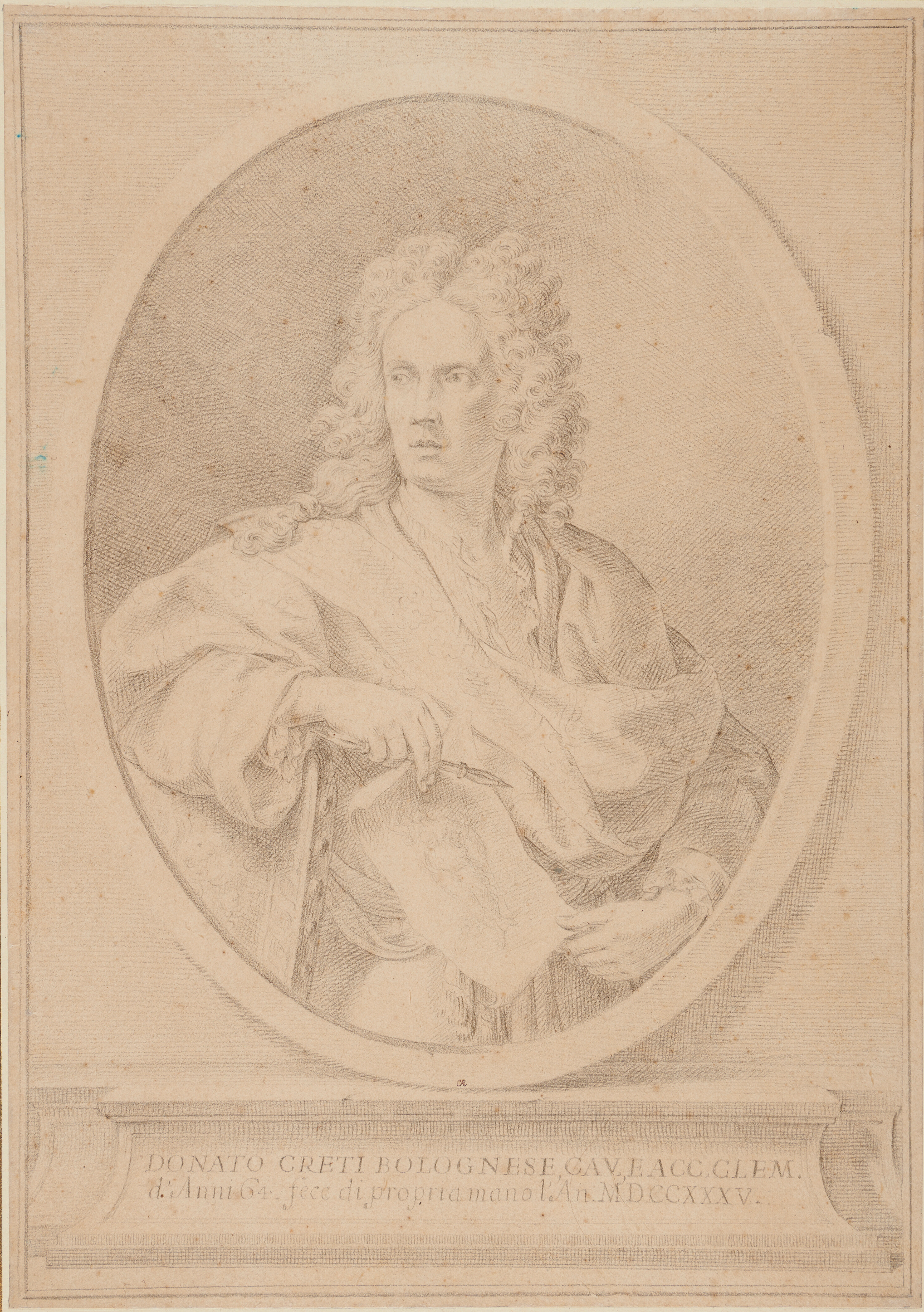
Донато Крети

- Пьетро Видони (1610—1681) — итальянский кардинал.
- Уго Тоньяцци (23 марта 1922, Кремона — 27 октября 1990, Рим) — актёр итальянского театра и кино, кинорежиссёр, неоднократный лауреат премий «Серебряная лента» (1964, 1966, 1968, 1982), «Давид Донателло» (1970, 1976) и др., призёр Каннского кинофестиваля (1981). Один из крупнейших мастеров комедии по-итальянски.
- Гаспаре Азелли - итальянский анатом

## В астрономии
В честь Кремоны назван астероид (486) Кремона, открытый в 1902 году итальянским астрономом Луиджи Карнера.

## Города-побратимы
- Красноярск, Россия (2006)[3]